# Кристиян Кръстев
Кристиян Борисов Кръстев е български политик от Български бизнес блок, заместник-председател на XXXVII народно събрание.

## Биография
Роден е на 16 май 1953 г. в София. Там завършва средното си образование. През 1978 г. завършва право в Софийския университет. От 1979 г. е адвокат. Бил е представител на Международната асоциация в Лондон, съветник в Търговската камара на Държавния департамент на САЩ и други. През 1995 г. е избран за заместник-председател на XXXVII народно събрание. По това време напуска парламентарната група на блока. Освободен е на 1 март 1995 г.